# District municipal d'Hohoe
Le district municipal d'Hohoe (en anglais : Hohoe Municipal District) est l'un des 18 districts de la région de la Volta au Ghana.

## Villes et villages du district
| - Hohoe - Ve Kolloenu - Lolobi Kumasi - Ve Golokuati - Have Etoe - Gbi Wegbe - Santrokofi Benua | - Alavanyo Wudidi - Akpafu Odomi - Likpe Bala - Agate - Likpe Kukurantumi - Akpafu Todzi - Akpafu Mempeasem | - Logba Alapati - Likpe bakwa - Wliafegame - Likpe Agbozome - Goviefe Todzi - Alavanyo Dzogbedze - Kpeme | - Wudidi - Agome - Deme - Dzogbedze - Agohoe - Abehenease |

## Sources
- (en) Site de Ghanadistricts